# Милош Васић
Милош Васић (Неменикуће, 27. фебруар 1859 — Београд, 20. октобар 1935) био је генерал српске и дивизијски генерал југословенске војске. Идејни је творац Закона о устројству војске Краљевине Србије из 1901. године којим је уведен нови чин бојног војводе. У тај највиши чин унапређена су четири генерала српске војске током балканских и Првог светског рата.

## Биографија
Милош Васић рођен је 27. фебруара 1859. године, у селу Неменикуће срез Космајски, од оца Милоја, среског начелника и мајке Милице. По мајци водио је порекло од Јанка Катића, војводе из Првог српског устанка. Основну школу учио је у Неменикућама. Седам разреда гимназије завршио је у Београду, као и једну годину Филозофског факултета Велике школе. Милош је био веома добар ђак, и, због тог разлога, отац му је омогућио да упише студије филозофије но могао је студирати само годину дана, јер због изненадне смрти оца се нашао у финансијским проблемима.
Стога је уписао Војну академију као питомац 13. класе, 1. септембра 1880. године. Током школовања постепено је напредовао из године у годину. Први војнички чин каплара добио је 1. марта 1881. године а за шест месеци и чин поднаредника, 1. септембра 1881. Наредне године унапређен је у чин наредника 1. септембра 1882. године. Школовање је завршио 2. августа 1883. године са одличним оценама, као трећи у рангу и тада је произведен у пешадијског потпоручника.
Био је ожењен Зорком, кћерком Живка Карабиберовића, председника Народне скупштине. Није имао деце.

## Даље војно усавршавање
Октобра 1884. био је примљен за слушаоца Вишег курса Војне академије. Због ратних околности 1885. овај курс је прекинут, па настављен октобра 1886, и завршен 1. октобра 1887. године. По завршеном курсу упућен је у Француску, али није желео да иде на праксу у аустроугарску војску. Тамо је одређен у Штаб 3. аустријске дивизије у Линцу, са којом је учествовао на царским маневрима. На овој пракси провео је више од годину дана (октобар 1887 - јануара 1889).

## Активна служба

### Српско-бугарски рат
Ватрено крштење доживео је као ђак добровољац у Српско-турском рату. По завршеној Војној академији, првим распоредом одређен је на службу водника у 2. чети 7. батаљона Дунавског пешадијског пука, где је остао до октобра 1884. Септембра 1885. одређен је за вршиоца дужности командира чете у трећем батаљону, другог пешадијског пука. На челу ове јединице учествовао је у Српско-бугарском рату.

### Мирнодопски период
Након рата, марта 1886. године, одређен је за водника у 7. батаљону Дунавског пешадијског пука. У току 1886. и 1887. био је командир чете питомаца Војне академије. Почетком децембра 1887. одређен је на службу у Општевојно одељење Министарства војног. По повратку са школовања у Аустроугарској, јануара 1889. одређен је за вршиоца дужности командира чете у четвртом гардијском батаљону. Исте године, 1. новембра, премештен је за наставника географије и историје српског народа у пешадијској Подофицирској школи. Крајем године преведе је на службу у Главни генералштаб ради припреме за звање генералштабног официра. Маја 1891, поред дужности у Главном генералштабу и пешадијској Подофицирској школи, одређен је и за командира питомаца треће године Војне академије. Октобра 1891. пошто је испунио услове, преведен у генералштабну струку и 15. октобра одређен на службу при Дунавској дивизијској области. У штаб Тимочке дивизијске области премештен је 1. јула 1892, као референт за генералштабне послове, а 9. априла 1893. постављен је за вршиоца дужности начелника Штаба исте области. На том месту није се дуго задржао. Већ 2. августа те године одређен је на службу у Генералштабни одсек Општевојног одељења војног Министарства, као ордонанс-официр краља Александра Обреновића.
Поред ове дужности, у периоду од 28. септембра до 24. децембра 1894, постављен је за вршиоца дужности начелника Штаба Дунавске дивизијске области. Кратко време након тога постављен је за вршиоца дужности команданта другог ескадрона друге коњичког пука. Почетком октобра 1895. преведен је на службу у Главни генералштаб. Као генералштабни официр упућен је на проучавање такозваног Дринског питања и о том питању био је експерт при нашем посланству у Бечу. Марта 1896. постављен је за шефа Унутрашњег одсека Оперативног одељења Главног генералштаба. У наредном периоду обављао је војнодипломатску службу. Од почетка фебруара 1897. послат је као војни изасланик у Софију. Тамо је остао до средине октобра наредне године, када је због затегнутих односа између Србије и Бугарске приморан да се врати у Београд. У октобру 1898. постављен је за вршиоца дужности команданта 7. пешадијског пука. За ађутанта краља Александра Обреновића одређен је 10. марта 1899. а годину дана касније, 26. марта 1900, за вршиоца дужности референта пешадије Команде Активне војске.

### Министар војни и дипломата
За министра војног први пут је постављен 12. јула 1900. у кабинету Алексе Јовановића, и на тој дужности остаје до 5. фебруара 1901, али је задржао овај ресор и у другом Јовановићевом кабинету, од 5. фебруара до 20. марта 1901. Исти посао обављао је и у кабинету др Михаила Вујића, до своје оставке 27. априла 1901, када га је заменио пуковник Божидар Јанковић. На располагању је остао до фебруара 1902, када је поново пребачен у дипломатску службу и постављен за опуномоћеног министра на двору у Цетињу. Ту дужност вршио је до 20. јуна 1903, када је због Мајског преврата, разрешен. Убрзо потом, јула 1903. године је пензионисан.

### Балкански и Први светски рат
Крајем новембра 1912. враћен је у резерву. Као резервни пуковник одређен је за делегата српске владе и Врховне команде у врховној команди грчке војске. На тој дужности остао је до свршетка Другог балканског рата 1913. године, када је као и сви резервни официри демобилисан. У активну службу враћен је 12. јула 1914. и одређен за команданта Браничевског одреда. Већ 30. августа постављен је за команданта Дунавске дивизије 2. позива. Том јединицом командовао је у Првом светском рату, у периоду 1914—1915. године. Дужност заступника команданта Прве армије обављао је од 1. јануара до априла 1916. године, када је поново отишао у Грчку. Командант Треће армије постао је 14. августа 1916. Са том јединицом учествовао је у борбама на Кајмакчалану и заузимању Битоља. Неколико месеци почетком 1917, поново је заступао и команданта Прве армије. Априла 1917, у име српске владе и Врховне команде, отишао је у Италију. У овој мисији остао је до краја рата 1918.

### Служба у новонасталој држави и последње године
По завршетку Првог светског рата, као познавалац војно-политичких прилика, одређен је за делегата наше владе у Сплиту, при расправи Далматинског питања са Италијом. 12. априла 1919. постављен је за команданта 3. армијске области, затим 15. априла 1920. за команданта 4. армијске области, а 10. марта 1921. за команданта 1. армијске области. Поново постављен за министра војног, у кабинету Николе Пашића, 3. јануара 1922. На тој дужности био је до 4. новембра, када је стављен на дуже располагање. У чин дивизијског генерала преведен је 21. октобра 1923. године, по новом закону о војсци. Пензионисан је поново 9. новембра 1923. и преведен у резерву.
Преминуо је 20. октобра 1935. године и сахрањен је у Алеји великана на Новом гробљу у Београду.
Војној Академији и Војном музеју завештао је изузетно богату библиотеку војних и других књига. Био је један од официра са најдужим војним стажом.

## Закони и дела
Васић је био изузетно образован официр. Говорио савршено француски, руски, немачки, енглески, италијански, грчки и бугарски. Уз професуру, бавио се и писањем, првенствено дела са војном проблематиком и сарађивао је у листу „Ратник“. Његовом заслугом донет је закон о обавезној вежби резервних снага и скраћен је војни рок. Закон о организацији војске био је Васићево животно дело и према њему се руководила српска војска ратних година (1912—1918). Овим законом први пут у српској историји уведен је највиши војни чин војводе који се додељивао за највише ратне заслуге.
Милош Васић био је веома плодан српски војни мислилац. Поред поменутих, написао је још неколико значајних књига: „Ратни подсетник и записник“ (1891), „Војничка Читанка“ (1893), „Основи Стратегије“ (1894), „Из Области Организације Војске“ (1906), „Висока војничка дисциплина“ (1909), „Последњи дах генерала Јована Мишковића“ (1909), „Војска и политика“ (1910) и мемоаре које није објавио.

## Унапређење у чинове
| Питомац Каплар | Питомац Поднаредник | Питомац Наредник   | Потпоручник     | Поручник         | Капетан Друге класе |
| -------------- | ------------------- | ------------------ | --------------- | ---------------- | ------------------- |
|                |                     |                    |                 |                  |                     |
| 1. март 1881.  | 1. септембар 1881.  | 1. септембар 1882. | 2. август 1883. | 22. август 1887. | 1. јануар 1891.     |

| Капетан Прве класе  | Мајор          | Потпуковник       | Пуковник       | Генерал       | Дивизијски генерал |
| ------------------- | -------------- | ----------------- | -------------- | ------------- | ------------------ |
|                     |                |                   |                |               |                    |
| 26. септембар 1893. | 22. март 1896. | 22. фебруар 1900. | 6. април 1901. | 29. јун 1916. | 21. октобар 1923.  |

## Одликовања

### Домаћа одликовања
- Орден Карађорђеве звезде са мачевима 3. и 4. реда
- Орден Милоша Великог 3. реда
- Орден белог орла са мачевима 1. и 2. реда
- Орден белог орла 1, 4. и 5. реда
- Орден Таковског крста 1. и 5. реда
- Златна медаља за храброст
- Споменица за Српско-бугарски рат 1885—1886.
- Споменица балканских ратова 1912—1913.
- Споменица Првог светског рата 1914—1918.
- Албанска споменица

### Инострана одликовања
- Орден Легије части 3. реда, Француска
- Орден Светог Михајла и Светог Ђорђа 2. реда, Енглеска
- Орден Франца Јозефа 3. реда, Аустроугарска
- Орден Светог Александра 3. реда, Бугарска
- Орден Меџидије 1. реда са лентом, Турска
- Орден Светог Спаситеља 2. реда, Грчка
- Орден Италијанске круне 1. реда, Италија
- Орден Лава и Сунца 1. реда, Персија
- Орден Светог Олафа 3. реда, Норвешка
- Медаља за храброст, Црна Гора
- Сребрна медаља за храброст, Црна Гора